# ゼア・ウィル・ネバー・ビー・アナザー・ユー
「ゼア・ウィル・ネバー・ビー・アナザー・ユー」(There Will Never Be Another You) は、ソニア・ヘニーとジョン・ペインが主演した20世紀フォックスのミュージカル映画『アイスランド (Iceland)』（1942年）のために、ハリー・ウォーレンが作曲し、マック・ゴードンが作詞したポピュラー音楽の楽曲。映画の中では、ジョアン・メリルがサミー・ケイと彼の楽団の演奏で歌っている。1942年に出版されたこの曲は、1950年代には既にジャズのスタンダード曲となっており、1954年のチェット・ベイカーの演奏は最もよく知られた録音のひとつである。

## おもな録音
インストゥルメンタルは、「歌手」欄に「＊」を表示している。
| 年        | 名義                                                                               | 歌手                       | アルバム名、注記 |
| --------- | ---------------------------------------------------------------------------------- | -------------------------- | --- |
| 1942年    | ジョアン・メリル、サミー・ケイと彼の楽団                                           | ジョアン・メリル           | 20世紀フォックスのミュージカル映画『アイスランド』より。ブルーバード (Bluebird #11574)                                                              |
| 1942年    | テディ・パウエルと彼の楽団                                                         | ＊                         | 1942年7月17日録音、ブルーバード (Bluebird #11568 |
| 1942年    | ウディ・ハーマンと彼の楽団                                                         | ＊                         | 1942年7月24日録音、デッカ (Decca） |
| 1942年    | トミー・タッカー                                                                   | トミー・タッカー           | 1942年7月31日録音、Okeh #6702。 |
| 1943年    | サミー・ケイと彼の楽団                                                             | ナンシー・ノーマン         | |
| 1940年代  | ゴードン・ジェンキンスと彼の楽団                                                   | ＊                         | キャピトル (Capitol #119) |
| 1950年    | アンドリューズ・シスターズ、ゴードン・ジェンキンスと彼の楽団                       | アンドリューズ・シスターズ | B面曲であるが、しばしばベスト・アルバムに収録されている。デッカ (Decca #9-27115)                                                                    |
| 1950年    | ライオネル・ハンプトン・クインテット                                               | ＊                         | 1950年1月16日録音、デッカ (Decca) |
| 1950年    | ソニー・スティット・カルテット                                                     | ＊                         | 1950年6月28日録音、1958年のコンピレーション・アルバム『Stitt's Bits』に収録。                                                                       |
| 1952年    | レスター・ヤング、オスカー・ピーターソン・トリオ                                   | ＊                         | 『en:Lester Young with the Oscar Peterson Trio』 |
| 1953年    | アート・テイタム                                                                   | ＊                         | 1953年12月28日/29日録音、『The Tatum Solo Masterpieces』などいくつかのコンピレーション・アルバムに収録。                                            |
| 1954年    | チェット・ベイカー                                                                 | チェット・ベイカー         | 『チェット・ベイカー・シングス』（1956年） |
| 1955年    | ナット・キング・コール、ネルソン・リドル                                           | ナット・キング・コール     | 『Nat King Cole Sings for Two in Love』：このバージョンは、1982年の映画『ガープの世界』で使用された。                                               |
| 1955年    | ソニー・スティット                                                                 | ＊                         | 『Sonny Stitt Plays』 |
| 1955年    | ジェイムズ・ムーディ                                                               | ＊                         | 『Hi Fi Party』 |
| 1956年    | カウント・ベイシーとジョー・ウィリアムス                                           | ジョー・ウィリアムス       | 『The Greatest!! Count Basie Plays, Joe Williams Sings Standards』                                                                                  |
| 1956年    | ドリス・デイ、ポール・ウェストン                                                   | ドリス・デイ               | 1956年9月17日-20日録音、編曲・指揮ポール・ウェストン。『Day by Day』 (Columbia CL-942)                                                              |
| 1956年    | ドナルド・バード、ハンク・モブレー                                                 | ＊                         | 『The Jazz Message of Hank Mobley』- LP盤は『The Jazz Message』                                                                                     |
| 1956年    | リタ・ライス                                                                       | リタ・ライス               | 『The Cool Voice of Rita Reys』 |
| 1956年    | スタン・ゲッツ・カルテット                                                         | ＊                         | 『The Steamer』 |
| 1956年    | ジャッキー・パリス                                                                 | ジャッキー・パリス         | 『Songs by Jackie Paris』 |
| 1957年    | ルー・ドナルドソン                                                                 | ＊                         | 『Swing and Soul』 |
| 1957年    | バディ・コレット・カルテット                                                       | ＊                         | 『Nice Day with Buddy Collette』 |
| 1957年    | フォー・フレッシュメン                                                             | フォー・フレッシュメン     | 『Four Freshmen and Five Trumpets』 |
| 1957年    | ジャッキー・アンド・ロイ、ビル・ホルマン楽団                                       | ジャッキー・アンド・ロイ   | 『Free and Easy!』 |
| 1958年    | マックス・ローチ・クインテット（ブッカー・リトル）                                 | ＊                         | 『Deeds, Not Words』 |
| 1958年    | ピーター・ネロと彼のトリオ                                                         | ＊                         | 『Our Love Is Here to Stay』（B面には、Mike Di Napoli の The Magic Rhythms を収録）                                                                 |
| 1958年    | ルイ・スミス                                                                       | ＊                         | 『Smithville』 |
| 1959年    | ソニー・ロリンズ・トリオ                                                           | ＊                         | 『St Thomas - Sonny Rollins Trio in Stockholm 1959』（1984年）                                                                                      |
| 1959年    | キーリー・スミス、（オーケストラ編曲と指揮：ネルソン・リドル）                     | キーリー・スミス           | 『Swingin' Pretty』 キャピトル (Capitol #T 1145) |
| 1950年代  | ジョン・ダンクワース                                                               | ＊                         | 2010年のコンピレーションCD『Too Cool for the Blues』に収録                                                                                          |
| 1960年    | ジョニー・グリフィン                                                               | ＊                         | 『Studio Jazz Party』 |
| 1961年    | フランク・シナトラ、（オーケストラ編曲と指揮：アクセル・ストーダール               | フランク・シナトラ         | 『Point of No Return』 キャピトル (Capitol #1676)                                                                                                   |
| 1961年    | シャーリー・バッシー、ジェフ・ラヴと彼の楽団                                       | シャーリー・バッシー       | 『Shirley』 |
| 1962年    | バド・パウエル                                                                     | ＊                         | 『At The Blue Note Café Paris』 |
| 1963年    | ドク・セバリンセンと彼の楽団                                                       | ＊                         | 『Torch Songs for Trumpet』 |
| 1963年    | ゲイリー・バートン、ソニー・ロリンズ、クラーク・テリー                             | ＊                         | 『3 in Jazz』 |
| 1965年    | ナンシー・ウィルソン                                                               | ナンシー・ウィルソン       | 『Gentle Is My Love』 |
| 1965年    | サミー・デイヴィスJr.                                                              | サミー・デイヴィスJr.      | 『When the Feeling Hits You!』 |
| 1965年    | ソニー・ロリンズ                                                                   | ＊                         | 『There Will Never Be Another You』、1978年リリース                                                                                                 |
| 1966年    | クリス・モンテス                                                                   | クリス・モンテス           | ヒット・シングル「The More I See You」とのカップリングでリリース後、同年のアルバム『The More I See You』に収録                                      |
| 1966年    | ドン・パターソン・トリオ                                                           | ＊                         | CD『Soul People』（1993年）としてリリース |
| 1967年    | アンディ・ウィリアムス                                                             | アンディ・ウィリアムス     | 『Love, Andy』 |
| 1967年    | ジュリー・ロンドン                                                                 | ジュリー・ロンドン         | 『Nice Girls Don't Stay for Breakfast』 |
| 1973年    | アンドレ・プレヴィン & ピーター・ネロ (Peter Nero)                                 | ＊                         | 『The Magic Moods of Andre Previn & Peter Nero』 |
| 1973年    | ジョージ・ベンソン、ジョージ・デュヴィヴィエ、アル・ヘアウッド、ミッキー・タッカー | ＊                         | 『Jazz on a Sunday Afternoon Vol. I』、1981年 |
| 1974年    | チェット・ベイカー、リー・コニッツ                                                 | ＊                         | 『In Concert』 - 1992年に拡大版CDでリリース |
| 1977年    | ブルー・ミッチェル                                                                 | ＊                         | 『Stablemates』 - LP盤のタイトルは、『The Last Dance』                                                                                              |
| 1970/80年 | ティト・ミーナ (Tito Mina)                                                         | ティト・ミーナ             | サンバ風のフィリピン語のバージョンが、1970年代末から1980年代始めの時期にリリースされた。                                                            |
| 1989年    | ザ・リアル・グループ                                                               | マルガリータ・ベンクトソン | 『Nothing But The Real Group』 - アカペラによるスタジオ録音。編曲はグループのメンバーであるアンダーシュ・エーデンロートとアンダーシュ・ヤルケウス。 |
| 1993年    | アレックス・チルトン                                                               | アレックス・チルトン       | 『Clichés』 |
| 1994年    | ローズマリー・クルーニー                                                           | ローズマリー・クルーニー   | 『Demi-Centennial』、別バージョンが 『The Rosemary Clooney Show Songs from the Classic Television Series』にも収録                                  |
| 1997年    | ザ・リアル・グループ                                                               | マルガリータ・ヤルケウス   | 『Jazz: Live』 - 1989年のライブ録音 |
| 1997年    | フアレス・モレイラ                                                                 | ＊                         | 『Samblues』 |
| 2004年    | カエターノ・ヴェローゾ                                                             | カエターノ・ヴェローゾ     | 『A Foreign Sound』 |
| 2012年    | マット・ダスク、アルトゥーロ・サンドヴァル                                         | マット・ダスク             | 『My Funny Valentine: The Chet Baker Songbook』 |
| 2013年    | イリアーヌ・イリアス                                                               | イリアーヌ・イリアス       | 『I Thought About You (A Tribute to Chet Baker)』                                                                                                   |
| 2013年    | Brownman Electryc Trio                                                             | Brownman Ali               | 『Gravitation: A Study In Freefall’’』 |
| 2013年    | ポール・クーン                                                                     | ＊                         | 『The L.A. Session』 |
| 2020年    | Tony Glausi                                                                        | ＊                         | 『My Favorite Tunes』 |